# Mazara del Vallo
Mazara del Vallo (früher auch Mazzara) ist eine italienische Gemeinde im Freien Gemeindekonsortium Trapani in der Autonomen Region Sizilien mit 50.029 Einwohnern (Stand 31. Dezember 2023).

## Lage und Verkehr
Mazara del Vallo liegt 55 km südlich von Trapani an der Westküste Siziliens. Der Fluss Mazaro mündet hier in das Mittelmeer. Die Gemeinde bedeckt eine Fläche von 275 km². Die Einwohner leben von Landwirtschaft und Industrie (Möbelherstellung), vor allem aber vom Fischfang und der Fischverarbeitung. Im Hafen liegt die größte Fischkutterflotte Italiens.
Mit der Anschlussstelle „Mazara del Vallo“ der Autobahn A29/E90 endet hier diese Autobahn. Mazara del Vallo hat einen Bahnanschluss an die Bahnstrecke Palermo–Trapani. Vom Hafen aus verkehren Schiffe nach Porto Empedocle und Pantelleria.
Die Nachbargemeinden sind Campobello di Mazara, Castelvetrano, Marsala, Petrosino und Salemi.

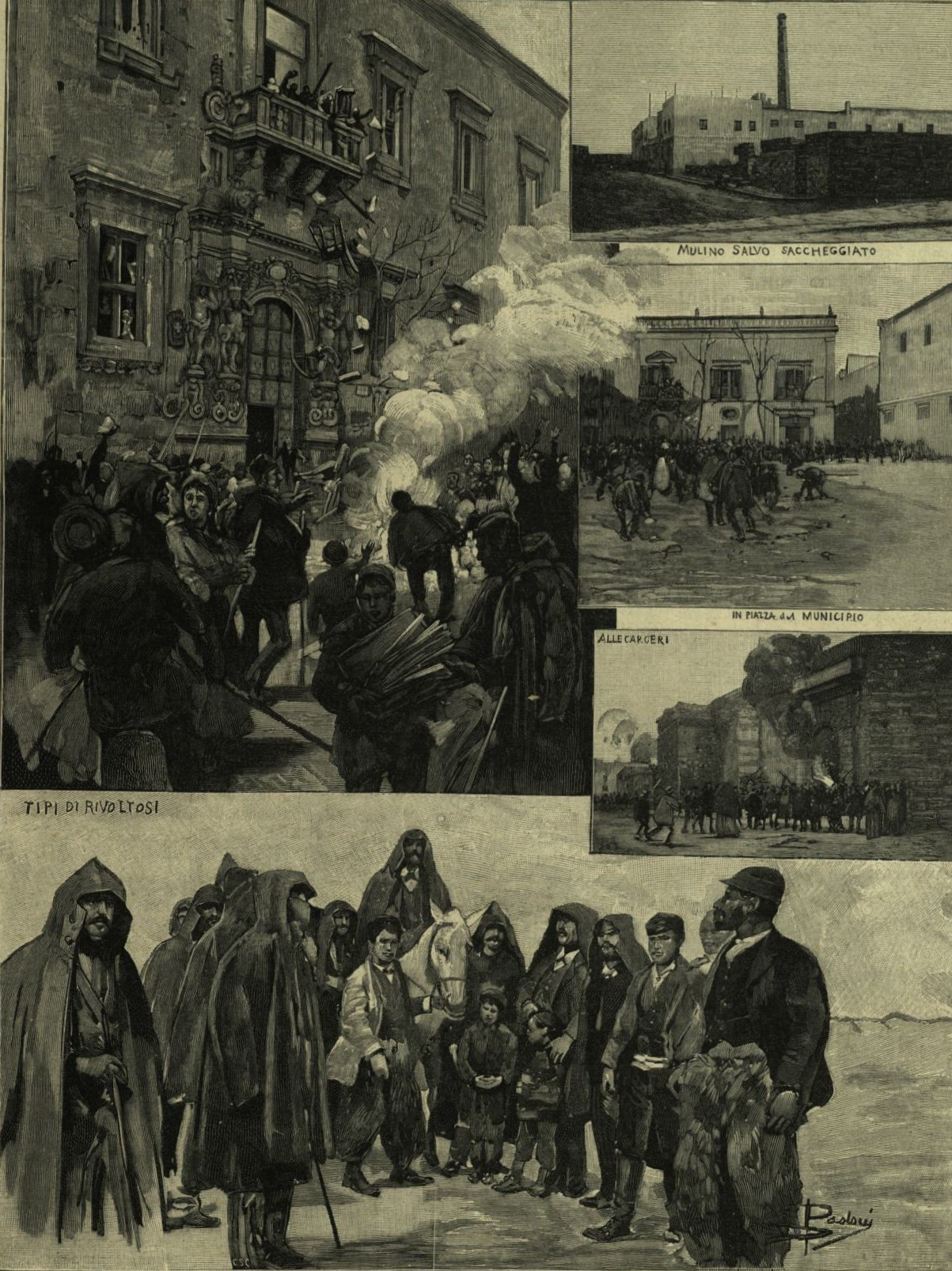
Aufstand des Sizilianischen Arbeiterbundes 1894

## Geschichte
Im 5. Jahrhundert v. Chr. wurde Mazara del Vallo von Phöniziern gegründet und war der Hafen von Selinunt. Nach dem Ersten Punischen Krieg übernahmen die Römer die Stadt, die danach verfiel. 
Erst mit den Arabern, die Mazara del Vallo im Jahre 827 eroberten, gewann es wieder an Bedeutung und wurde Hauptstadt der Region Val di Mazara. 
Im Jahre 1072 übernahmen die Normannen die Herrschaft: Roger I. richtete hier seinen Regierungssitz ein, 1093 wurde Mazara del Vallo Sitz des Bistums Mazara del Vallo. 
Im 17. und 18. Jahrhundert wurde der Stadtkern aus islamischer Zeit (Kasbah) mit barocken Bauten ergänzt. Albanische und nach dem Mittelalter auch wieder tunesische Einwanderer siedelten sich an.
Im Januar 1894 gab es in der weiteren Region einen Aufstand der Fasci siciliani, der niedergeschlagen wurde.

## Sehenswürdigkeiten
Die Piazza della Repubblica bildet den Mittelpunkt der Stadt mit barocken Gebäuden wie dem Bischofspalast und der Kathedrale sowie einer Statue des hier geborenen San Vito.
Die Kathedrale Santissimo Salvatore wurde ab 1086 von den Normannen erbaut und 1696 im Stil des Barock erneuert. Es befinden sich noch alte Bestandteile in der Kirche, so die Mauer des Hauptaltars. Im Jahre 1906 erhielt die Kathedrale eine neue Fassade. Im Inneren der dreischiffigen, kreuzförmigen Kathedrale steht ein über drei Meter hohes, bemaltes Holzkreuz, das zu den ältesten bemalten Kreuzen Siziliens zählt. Außerdem befindet sich eine Marmorgruppe von Antonello Gagini in der Kirche.
Die normannische Kirche San Nicolò Regale aus dem 11. Jahrhundert hat einen quadratischen Grundriss, der dem Vorbild byzantinischer Kirchen folgt. Sie ist ein Beispiel für den arabisch-byzantinisch-normannischen Stil. Die Kuppel im Inneren wird von vier Säulen mit antiken Kapitellen getragen.
Die Kirche Santa Caterina stammt aus dem 14. Jahrhundert. Erhalten ist ein Seitenportal im Chiaramontestil. Im Inneren befindet sich eine Heiligenstatue von Antonello Gagini.
Die Kirche San Francesco ist, vor allem im Inneren mit den üppigen vielfarbigen Dekorationen, ein herausragendes Beispiel des Sizilianischen Barock.
Der Palazzo dei Cavalieri di Malta, ein Palast der Malteserritter aus dem 16. und 17. Jahrhundert mit breiter Front und reich geschmücktem Portal, beherbergt heute das Rathaus.
Der Hafen ist wirtschaftlicher Mittelpunkt der Stadt mit Fischmarkt und Büros der Reedereien. Das Stadtviertel Kasbah geht zurück auf die arabische Epoche. Heute leben hier vorwiegend Einwanderer aus Nordafrika.
Das Museo Civico befindet sich in einem ehemaligen Jesuitenkolleg aus dem 17. Jahrhundert und zeigt Fundstücke aus der römischen Antike sowie eine Gemäldesammlung. Das Museo del Satiro wurde eingerichtet für eine antike Bronzefigur des Satyrs, die Ende des 20. Jahrhunderts einem Fischer ins Netz ging. Auf der Expo 2005 in Japan repräsentierte diese Statue Italien.

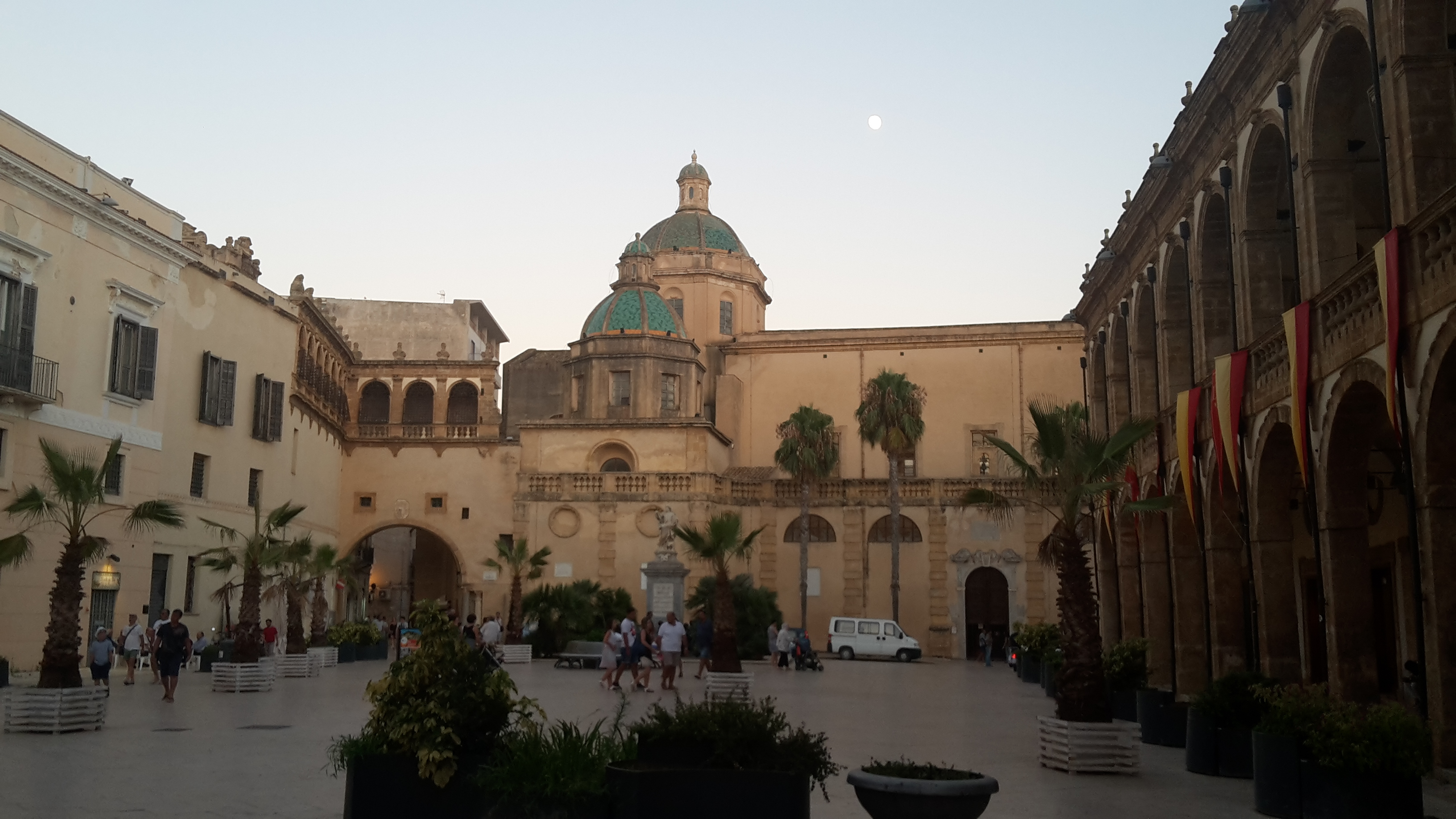
Piazza della Repubblica
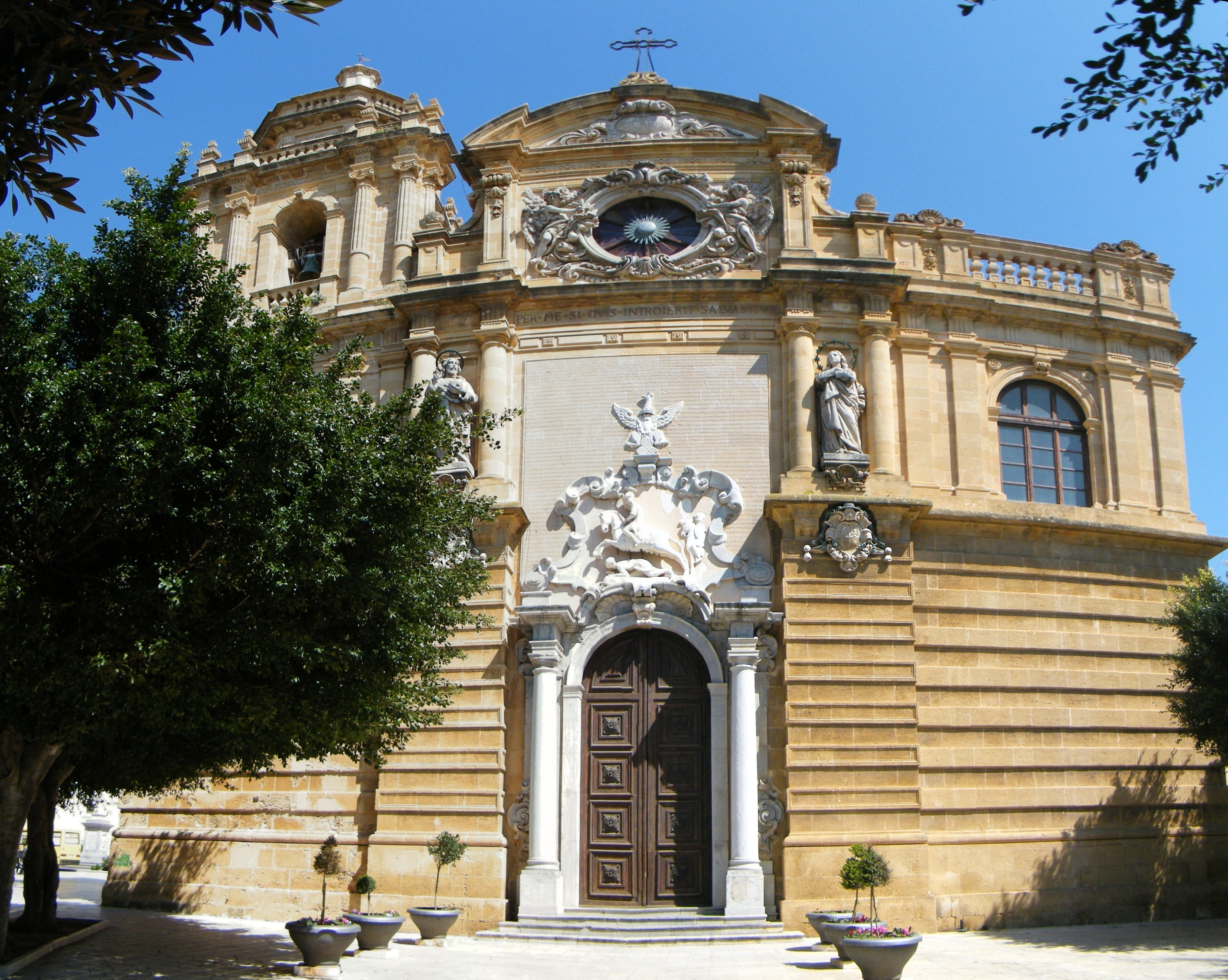
Kathedrale
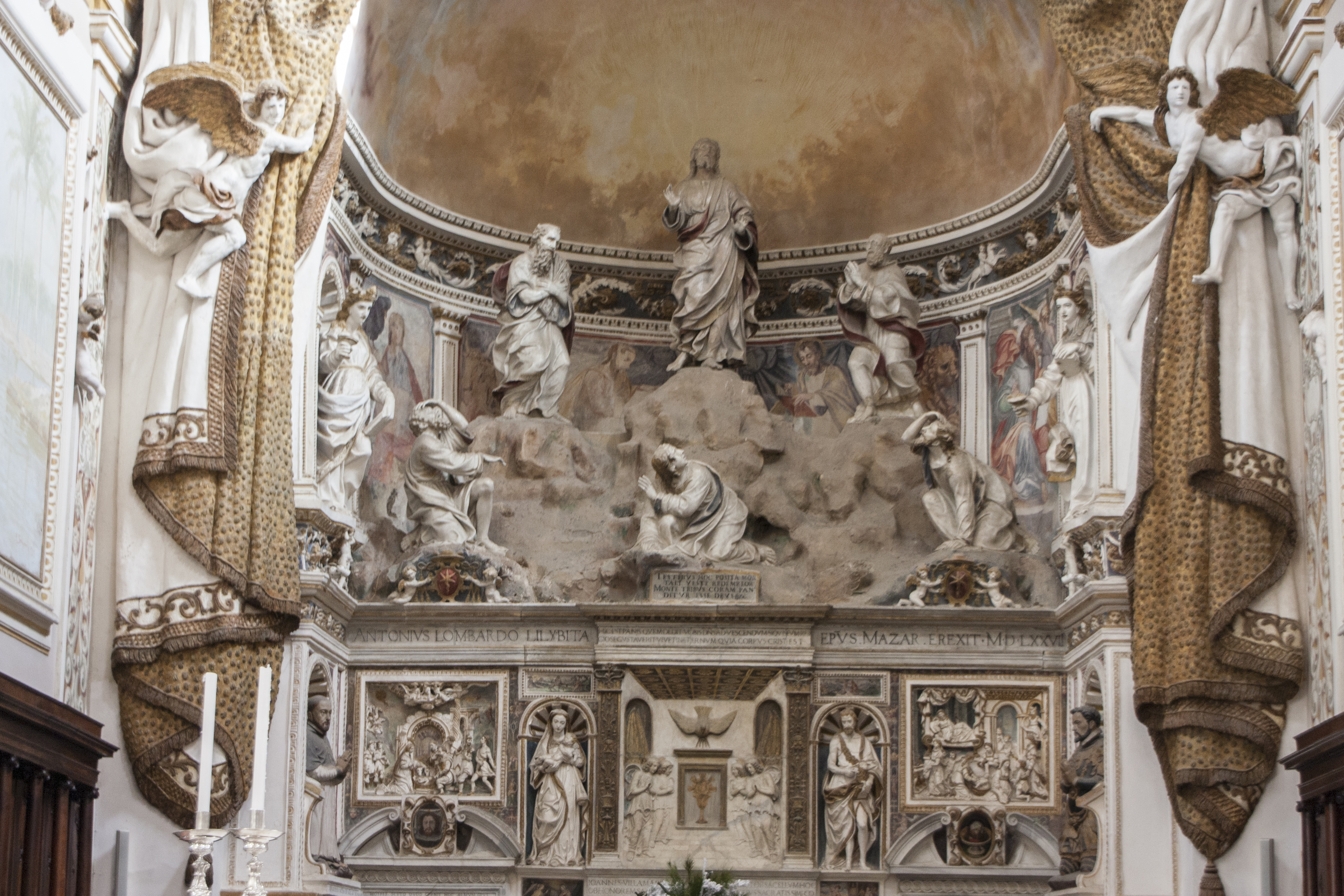
Kathedrale, Marmorgruppe von Gagini
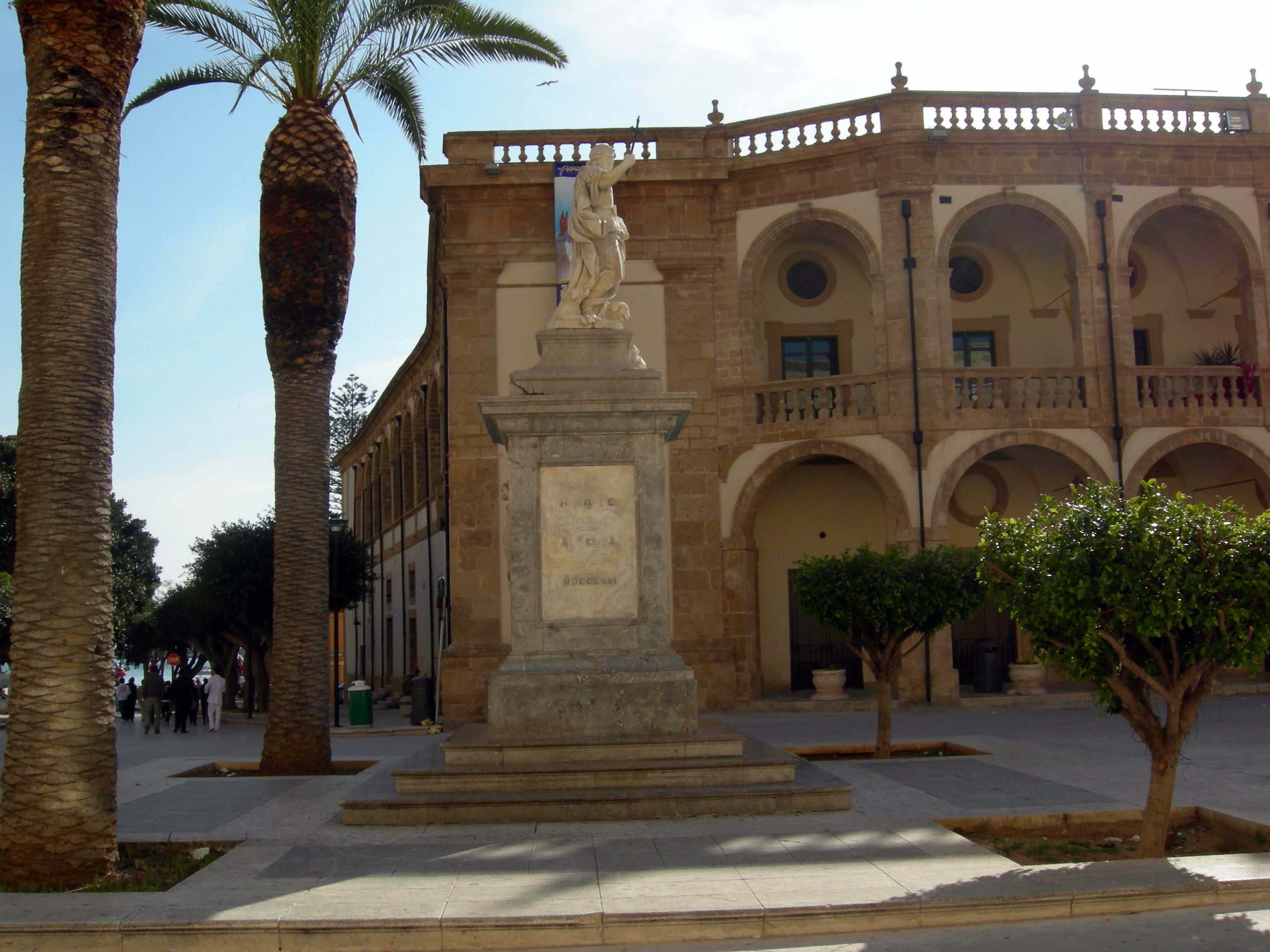
Statue des San Vito
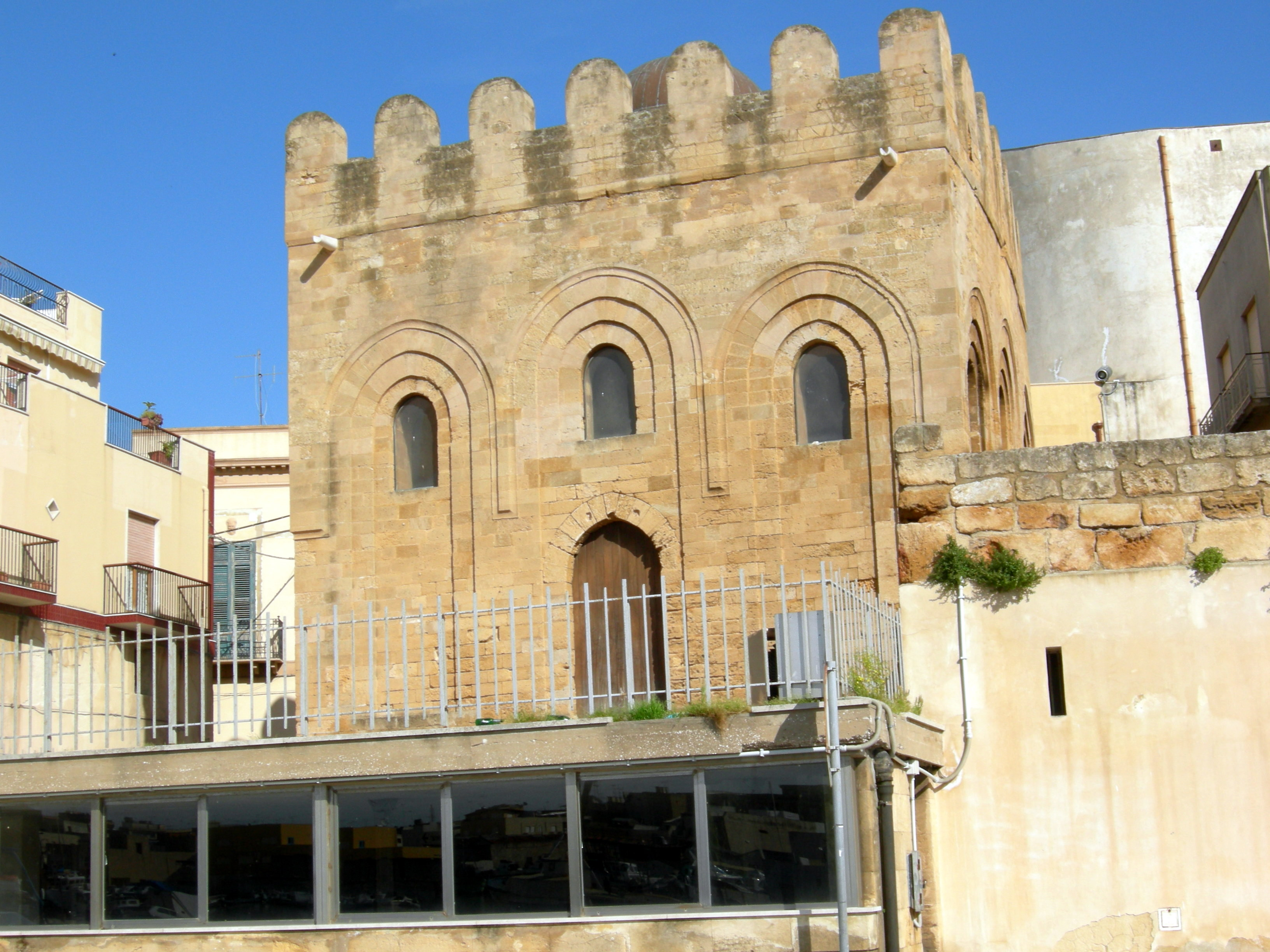
San Nicolò Regale
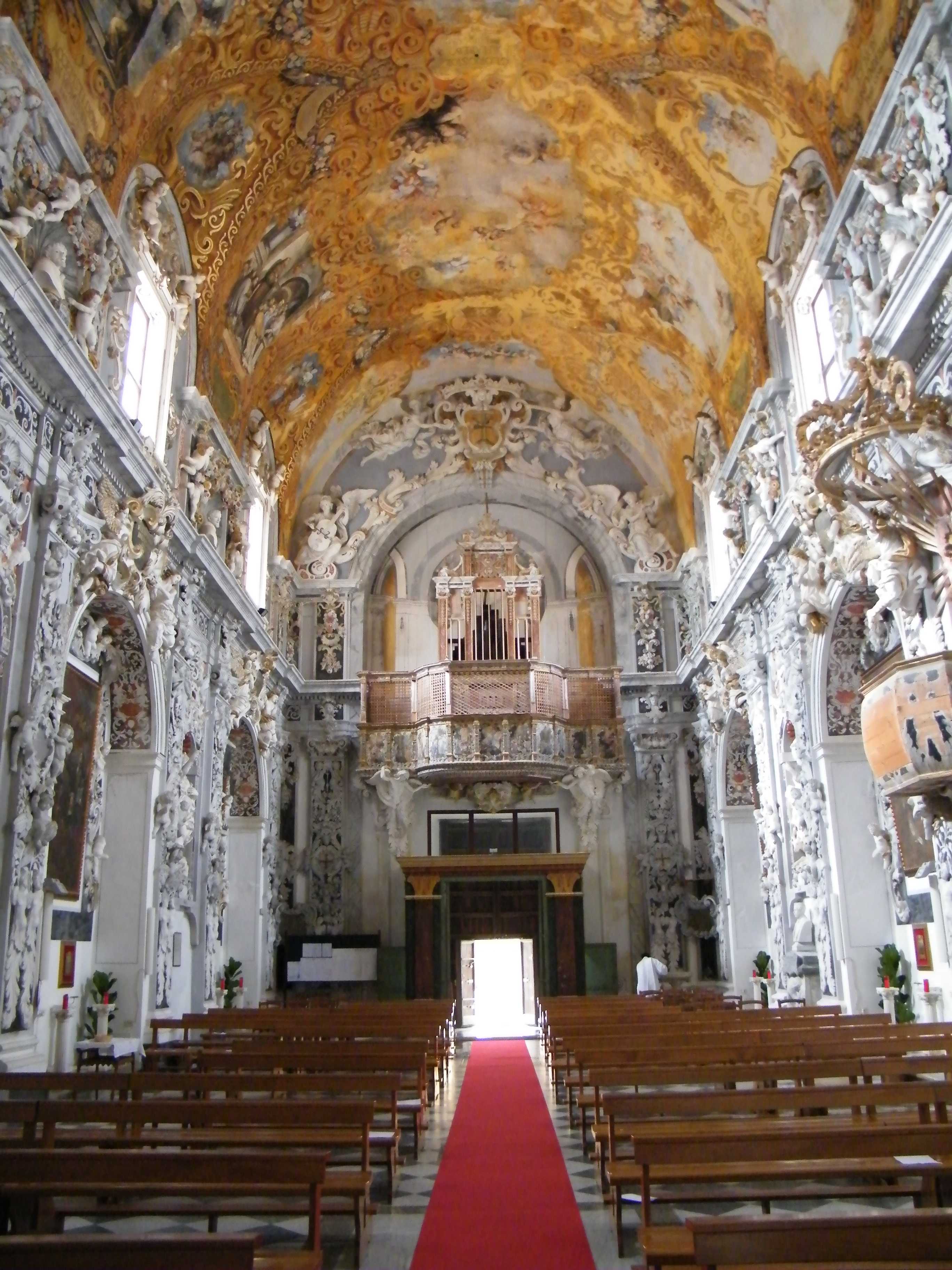
In der Chiesa di San Francesco
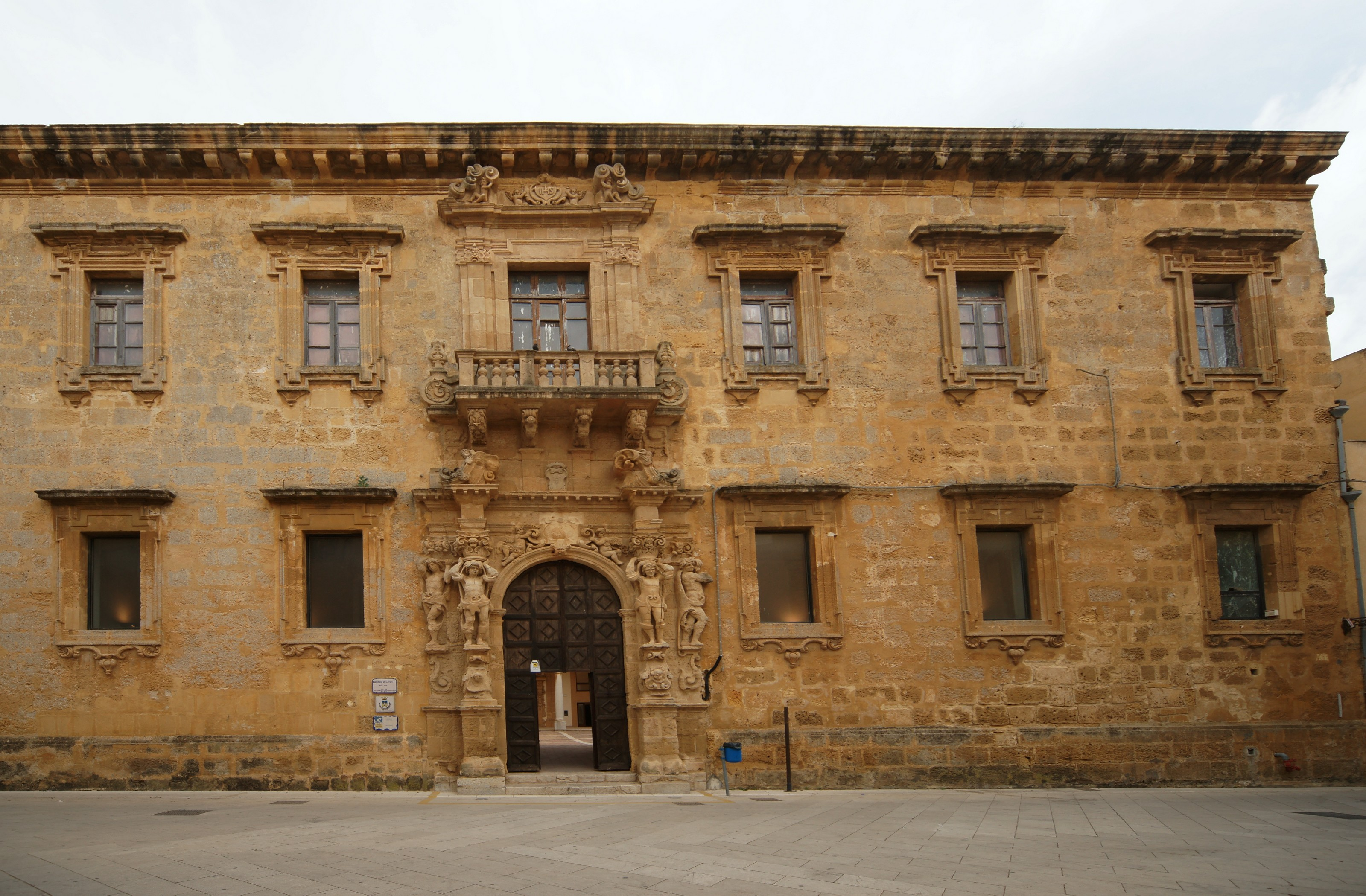
Ehemaliges Jesuitenkolleg
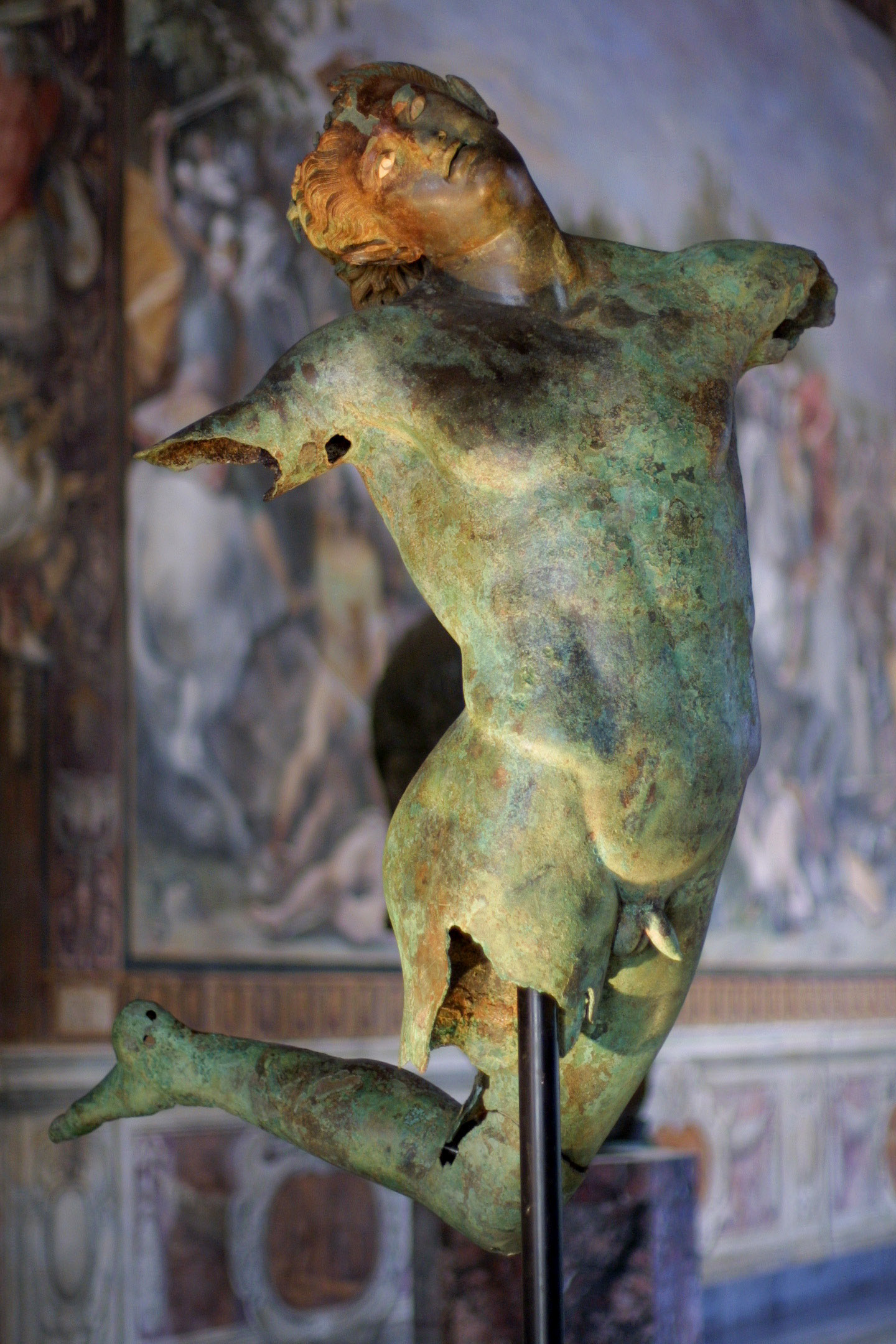
Tanzender Satyr im Museo del Satiro Mazara del Vallo Museo Satiro Danzante.jpg
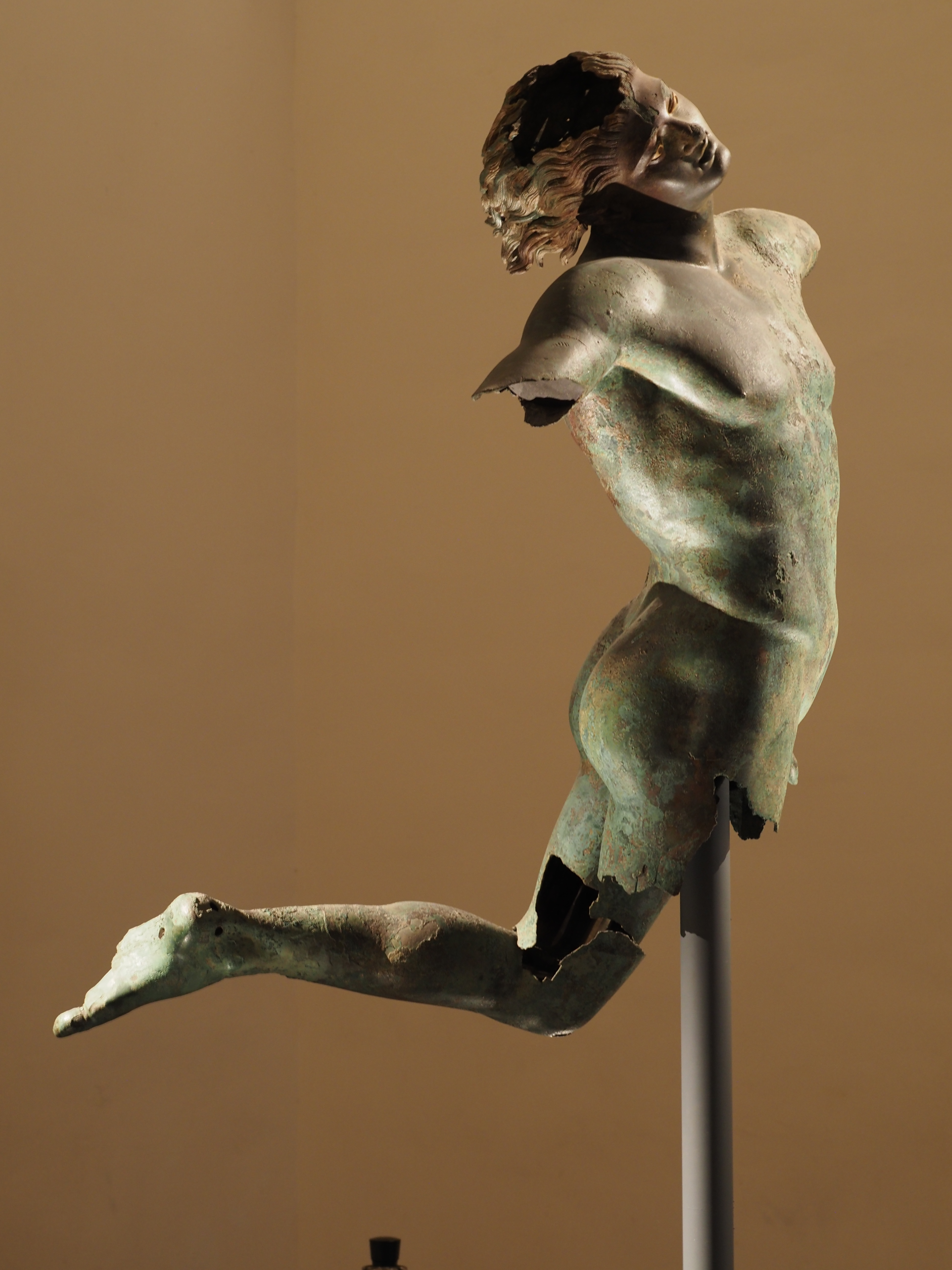
Der Satyr aus anderer Richtung

## Gemeindepartnerschaften
- Mahdia, Tunesien
- Santa Pola, Spanien
- Volos, Griechenland
- Trebisacce, Italien

## Personen
- San Vito (297–304), Schutzpatron der Stadt und einer der Schutzpatrone Siziliens
- Bessarion (Bischof 1449–1458), bedeutender Kardinal
- Pietro Consagra (1920–2005), Bildhauer, Vertreter der abstrakten Kunst
- Vito Rallo (* 1953), Erzbischof und vatikanischer Diplomat
- Giusy Buscemi (* 1993), Schauspielerin